# Le Vernet, Allier

Le Vernet este o comună în departamentul Allier din centrul Franței. În 1 ianuarie 2022 avea o populație de 1.914 de locuitori.